# Giro d'Italia de 1911
Giro d'Italia de 1911 foi a terceira edição da prova ciclística Giro d'Italia (Corsa Rosa), realizada entre os dias 15 de maio e 6 de junho de 1911.
A competição foi realizada em 12 etapas com um total de 3.530 km.
O vencedor foi o ciclista Carlo Galetti. Largaram 86 competidores cruzaram a linha de chegada 24 corredores.

## Classificação final
|    | Ciclista            | País   | Pontos                   |
| -- | ------------------- | ------ | ------------------------ |
| 1  | Carlo Galetti       | Itália | 132h 24' 00s - 50 pontos |
| 2  | Giovanni Rossignoli | Itália | 58 pontos                |
| 3  | Giovanni Gerbi      | Itália | 84 pontos                |
| 4  | Giuseppe Santhià    | Itália | 86 pontos                |
| 5  | Ezio Corlaita       | Itália | 89 pontos                |
| 6  | Dario Beni          | Itália | 93 pontos                |
| 7  | Alfredo Sivocci     | Itália | 95 pontos                |
| 8  | Eberardo Pavesi     | Itália | 96 pontos                |
| 9  | Giuseppe Contesini  | Itália | 111 pontos               |
| 10 | Gino Brizzi         | Itália | 112 pontos               |